# GRIN2D
GRIN2D یک زیرواحد در گیرنده گلوتاماتی NMDA و از جنس پروتئین است که در انسان توسط ژن GRIN2D کدگذاری می‌شود.

## عملکرد
گیرنده‌های NMDA نوعی از گیرنده‌های یونوتروپیک گلوتامات هستند. این گیرنده‌ها در فرایند تقویت طولانی‌مدت، که باعث افزایش کارایی انتقال سیناپسی در نتیجهٔ فعالیت می‌شود و تصور می‌شود در برخی انواع حافظه و یادگیری نقش داشته باشد، نقش دارند. کانال‌های گیرنده NMDA هترومرهایی هستند که از زیرواحد اصلی گیرنده NMDAR1 (GRIN1) و یک یا چند زیرواحد از چهار زیرواحد غیر اصلی NMDAR2 شامل:
- NMDAR2A (GRIN2A)
- NMDAR2B (GRIN2B)
- NMDAR2C (GRIN2C)
- NMDAR2D (GRIN2D)

## تعاملات
نشان داده شده است که GRIN2D با تعامل پروتئین-پروتئین با اینترلوکین ۱۶ در ارتباط است.